# Xiuladora de Nova Caledònia
La xiuladora de Nova Caledònia (Pachycephala caledonica) és un ocell de la família dels paquicefàlids (Pachycephalidae).

## Hàbitat i distribució
Habita els boscos de Nova Caledònia.